# Campionati europei di sollevamento pesi 1969
I Campionati europei di sollevamento pesi 1969, 50ª edizione della manifestazione, si svolsero a Varsavia dal 20 al 28 settembre 1969; la gara mondiale venne considerata valida anche come campionato europeo e furono classificati i tre atleti del continente col miglior piazzamento.
Fu la prima edizione organizzata dall'European Weightlifting Federation, e la prima a prevedere l'assegnazione delle medaglie nelle tre specialità della disciplina, oltre che nel totale dell'esercizio.

## Formula
La formula prevedeva tre serie di sollevamenti:
- sollevamento a distensione a due mani;
- sollevamento a strappo a due mani;
- sollevamento a slancio a due mani.

## Titoli in palio
I titoli diventano nove: vengono compiuti alcuni aggiustamenti dei limiti di peso e aggiunti i pesi mosca e i pesi supermassimi.
| Categoria            | Eventi         | Atleti |
| -------------------- | -------------- | ------ |
| Pesi mosca           | Fino a 52 kg   | 10     |
| Pesi gallo           | Fino a 56 kg   | 9      |
| Pesi piuma           | Fino a 60 kg   | 14     |
| Pesi leggeri         | Fino a 67.5 kg | 13     |
| Pesi medi            | Fino a 75 kg   | 13     |
| Pesi massimi leggeri | Fino a 82.5 kg | 15     |
| Pesi mediomassimi    | Fino a 90 kg   | 14     |
| Pesi massimi         | Fino a 110 kg  | 15     |
| Pesi supermassimi    | Oltre i 110 kg | 10     |

## Nazioni partecipanti
Le nazioni che hanno partecipato ai campionati furono 21 per un totale di 113 atleti partecipanti. Tra parentesi i partecipanti per nazione.
- Austria (5)
- Belgio (3)
- Bulgaria (8)
- Cecoslovacchia (9)
- Finlandia (7)
- Francia (5)
- Germania Est (9)
- Germania Ovest (4)
- Grecia (1)
- Israele (2)
- Italia (4)
- Lussemburgo (3)
- Norvegia (3)
- Polonia (9)
- Regno Unito (6)
- Romania (3)
- Spagna  (3)
- Svezia (6)
- Turchia  (5)
- Ungheria (9)
- Unione Sovietica (9)

## Risultati
| Evento      | Oro                  | Oro      | Argento              | Argento  | Bronzo              | Bronzo   |
| 52 kg       | 52 kg                | 52 kg    | 52 kg                | 52 kg    | 52 kg               | 52 kg    |
| ----------- | -------------------- | -------- | -------------------- | -------- | ------------------- | -------- |
| Distensione | Vladyslav Kryščyšyn  | 112,5 kg | Sándor Holczreiter   | 110,0 kg | Zygmunt Smalcerz    | 105,0 kg |
| Strappo     | Vladimir Smetanin    | 102,5 kg | Walter Szołtysek     | 100,0 kg | Vladyslav Kryščyšyn | 97,5 kg  |
| Slancio     | Vladimir Smetanin    | 130,0 kg | Walter Szołtysek     | 130,0 kg | Vladyslav Kryščyšyn | 127,5 kg |
| Totale      | Vladyslav Kryščyšyn  | 337,5 kg | Vladimir Smetanin    | 337,5 kg | Walter Szołtysek    | 335,0 kg |
| 56 kg       |                      |          |                      |          |                     |          |
| Distensione | Imre Földi           | 125,0 kg | Henryk Trębicki      | 112,5 kg | Atanas Kirov        | 107,5 kg |
| Strappo     | Henryk Trębicki      | 107,5 kg | Imre Földi           | 105,0 kg | Atanas Kirov        | 102,5 kg |
| Slancio     | Atanas Kirov         | 137,5 kg | Zoltan Fiat          | 127,5 kg | Norajr Nurikjan     | 125,0 kg |
| Totale      | Atanas Kirov         | 347,5 kg | Zoltan Fiat          | 330,0 kg | Norajr Nurikjan     | 317,5 kg |
| 60 kg       |                      |          |                      |          |                     |          |
| Distensione | Mladen Kučev         | 130,0 kg | Jan Wojnowski        | 122,5 kg | János Benedek       | 120,0 kg |
| Strappo     | Dito Šanidze         | 115,0 kg | János Benedek        | 115,0 kg | Mladen Kučev        | 112,5 kg |
| Slancio     | Dito Šanidze         | 150,0 kg | János Benedek        | 145,0 kg | Mieczysław Nowak    | 145,0 kg |
| Totale      | Mladen Kučev         | 385,0 kg | Dito Šanidze         | 380,0 kg | János Benedek       | 380,0 kg |
| 67,5 kg     |                      |          |                      |          |                     |          |
| Distensione | Zbigniew Kaczmarek   | 140,0 kg | Waldemar Baszanowski | 140,0 kg | János Bagócs        | 135,0 kg |
| Strappo     | Waldemar Baszanowski | 135,0 kg | Ondrej Hekel         | 130,0 kg | János Bagócs        | 127,5 kg |
| Slancio     | Waldemar Baszanowski | 170,0 kg | János Bagócs         | 167,5 kg | Ondrej Hekel        | 162,5 kg |
| Totale      | Waldemar Baszanowski | 445,0 kg | János Bagócs         | 430,0 kg | Zbigniew Kaczmarek  | 425,0 kg |
| 75 kg       |                      |          |                      |          |                     |          |
| Distensione | Viktor Kurencov      | 152,5 kg | Juhani Mursu         | 145,0 kg | Leif Jenssen        | 142,5 kg |
| Strappo     | Aimé Terme           | 140,0 kg | Viktor Kurencov      | 137,5 kg | Gábor Szarvas       | 135,0 kg |
| Slancio     | Viktor Kurencov      | 177,5 kg | Gábor Szarvas        | 175,0 kg | Juhani Mursu        | 165,0 kg |
| Totale      | Viktor Kurencov      | 467,5 kg | Gábor Szarvas        | 440,0 kg | Juhani Mursu        | 437,5 kg |
| 82,5 kg     |                      |          |                      |          |                     |          |
| Distensione | Hans Bettembourg     | 162,5 kg | Boris Selickij       | 160,0 kg | Károly Bakos        | 160,0 kg |
| Strappo     | Norbert Ozimek       | 145,0 kg | Valerij Šarij        | 142,5 kg | Károly Bakos        | 142,5 kg |
| Slancio     | Károly Bakos         | 185,0 kg | Valerij Šarij        | 182,5 kg | Boris Selickij      | 182,5 kg |
| Totale      | Károly Bakos         | 487,5 kg | Boris Selickij       | 482,5 kg | Norbert Ozimek      | 475,0 kg |
| 90 kg       |                      |          |                      |          |                     |          |
| Distensione | Kaarlo Kangasniemi   | 175,0 kg | Karl Arnold          | 170,0 kg | Bo Johansson        | 165,0 kg |
| Strappo     | Bo Johansson         | 150,0 kg | Kaarlo Kangasniemi   | 150,0 kg | Géza Tóth           | 145,0 kg |
| Slancio     | Géza Tóth            | 190,0 kg | Kaarlo Kangasniemi   | 190,0 kg | Bo Johansson        | 185,0 kg |
| Totale      | Kaarlo Kangasniemi   | 515,0 kg | Bo Johansson         | 500,0 kg | Géza Tóth           | 495,0 kg |
| 110 kg      |                      |          |                      |          |                     |          |
| Distensione | Jaan Talts           | 180,0 kg | Eivind Rekustad      | 175,0 kg | Aleksandăr Krajčev  | 172,5 kg |
| Strappo     | Jaan Talts           | 155,0 kg | Kauko Kangasniemi    | 155,0 kg | Jean-Paul Fouletier | 150,0 kg |
| Slancio     | Jaan Talts           | 212,5 kg | Kauko Kangasniemi    | 190,0 kg | Robert Wójcik       | 190,0 kg |
| Totale      | Jaan Talts           | 547,5 kg | Kauko Kangasniemi    | 507,5 kg | Robert Wójcik       | 500,0 kg |
| +110 kg     |                      |          |                      |          |                     |          |
| Distensione | Serge Reding         | 202,5 kg | Stanislav Batiščev   | 192,5 kg | Ivan Atanasov       | 192,5 kg |
| Strappo     | Stanislav Batiščev   | 165,0 kg | Leonid Žabotyns'kyj  | 162,5 kg | Rudolf Mang         | 155,0 kg |
| Slancio     | Serge Reding         | 215,0 kg | Stanislav Batiščev   | 212,5 kg | Manfred Rieger      | 205,0 kg |
| Totale      | Serge Reding         | 570,0 kg | Stanislav Batiščev   | 570,0 kg | Manfred Rieger      | 537,5 kg |

## Medagliere

### Grandi (totale)
Riferito al totale dell'esercizio: 9 nazioni sono entrate nel medagliere. 
| Posiz. | Nazione          | Oro | Argento | Bronzo | Totale |
| ------ | ---------------- | --- | ------- | ------ | ------ |
| 1      | Unione Sovietica | 3   | 4       | 0      | 7      |
| 2      | Bulgaria         | 2   | 0       | 1      | 3      |
| 3      | Ungheria         | 1   | 2       | 2      | 5      |
| 4      | Finlandia        | 1   | 1       | 1      | 3      |
| 5      | Polonia          | 1   | 0       | 4      | 5      |
| 6      | Belgio           | 1   | 0       | 0      | 1      |
| 7      | Romania          | 0   | 1       | 0      | 1      |
| 7      | Svezia           | 0   | 1       | 0      | 1      |
| 9      | Germania Est     | 0   | 0       | 1      | 1      |
| Totale | Totale           | 9   | 9       | 9      | 27     |

### Grandi (totale) e Piccole (distensione, strappo e slancio)
Riferito al totale dell'esercizio e delle tre specialità: 13 nazioni sono entrate nel medagliere. 
| Posiz. | Nazione          | Oro | Argento | Bronzo | Totale |
| ------ | ---------------- | --- | ------- | ------ | ------ |
| 1      | Unione Sovietica | 14  | 11      | 3      | 28     |
| 2      | Polonia          | 6   | 5       | 7      | 18     |
| 3      | Ungheria         | 4   | 8       | 9      | 21     |
| 4      | Bulgaria         | 4   | 0       | 7      | 11     |
| 5      | Belgio           | 3   | 0       | 0      | 3      |
| 6      | Finlandia        | 2   | 6       | 2      | 10     |
| 7      | Svezia           | 2   | 1       | 2      | 5      |
| 8      | Francia          | 1   | 0       | 1      | 2      |
| 9      | Romania          | 0   | 2       | 0      | 2      |
| 10     | Germania Est     | 0   | 1       | 2      | 3      |
| 11     | Cecoslovacchia   | 0   | 1       | 1      | 2      |
| 11     | Norvegia         | 0   | 1       | 1      | 2      |
| 13     | Germania Ovest   | 0   | 0       | 1      | 1      |
| Totale | Totale           | 36  | 36      | 36     | 108    |

## Classifica a squadre
Il sistema di punteggio è basato sui punti distribuiti per l'esercizio totale in base allo schema adottato nel 1958:
| Pos. | Squadra          | Punti |
| ---- | ---------------- | ----- |
| 1    | Unione Sovietica | 44    |
| 2    | Polonia          | 29    |
| 3    | Ungheria         | 28    |
| 4    | Bulgaria         | 21    |
| 5    | Finlandia        | 18    |
| 6    | Belgio           | 10    |
| 7    | Cecoslovacchia   | 9     |
| 8    | Germania Est     | 6     |
| 8    | Norvegia         | 6     |
| 8    | Svezia           | 6     |
| 11   | Romania          | 5     |
| 12   | Germania Ovest   | 4     |
| 13   | Francia          | 3     |
| 13   | Regno Unito      | 3     |
| 15   | Austria          | 2     |
| 15   | Israele          | 2     |
| 15   | Italia           | 2     |